# Jean-Philippe Dojwa
Jean-Philippe Dojwa (ur. 7 sierpnia 1967 w Elbeuf) – francuski kolarz szosowy, brązowy medalista mistrzostw świata w kategorii amatorów.

## Kariera
Największy sukces w karierze Jean-Philippe Dojwa osiągnął w 1990 roku, kiedy zdobył brązowy medal w wyścigu ze startu wspólnego amatorów na mistrzostwach świata w Utsunomiya. W zawodach tych wyprzedzili go jedynie dwaj Włosi: Mirko Gualdi oraz Roberto Caruso. Był to jednak jedyny medal wywalczony przez Dojwę na międzynarodowej imprezie tej rangi. Ponadto wygrał między innymi Route de France w 1990 roku oraz Tour de Luxembourg i La Côte Picarde w 1992 roku. Trzykrotnie startował w Tour de France, najlepszy wynik osiągając w 1993 roku, kiedy zajął piętnaste miejsce. W 1991 roku wystartował w Vuelta a España, ale wycofał się przed końcem rywalizacji. Nigdy nie wystartował na igrzyskach olimpijskich. W 1998 roku zakończył karierę.